# 37777 Pérez-Reverte
37777 Pérez-Reverte è un asteroide della fascia principale. Scoperto nel 1997, presenta un'orbita caratterizzata da un semiasse maggiore pari a 3,0745348 au e da un'eccentricità di 0,1250308, inclinata di 7,97514° rispetto all'eclittica.
L'asteroide è dedicato allo scrittore spagnolo Arturo Pérez-Reverte.